# 藤井達哉
藤井 達哉（ふじい たつや、2000年3月15日 - ）は、ジャパンラグビーリーグワンNECグリーンロケッツ東葛に所属するラグビー選手。

## プロフィール
- 福岡県出身[1]。
- ポジションはスクラムハーフ(SH)。
- 身長 165 cm、体重 70 kg
- ニックネームはジュニア。
- 父の雄一郎も元ラグビー選手[2]（現・日本協会強化委員長）。

## 来歴
5歳からラグビーを始めた。
東海大福岡高校高校、ジョンマクガラシャンカレッジ、ハイランダーズU18、オタゴU19を経て、2019年、宗像サニックスブルースに加入。
2020年1月12日にジャパンラグビートップリーグ第1節NECグリーンロケッツ戦に先発出場で公式戦初出場を果たす。
2021年、NECグリーンロケッツ東葛に加入。